# Ryūichi Kamiyama
Ryūichi Kamiyama (japanisch 神山 竜一 Kamiyama Ryūichi; * 10. November 1984 in Sakai, Präfektur Osaka) ist ein ehemaliger japanischer Fußballspieler.

## Karriere
Ryūichi Kamiyama erlernte das Fußballspielen in den Jugendmannschaften vom Seiei Gakuen SC und Gamba Osaka sowie in der Schulmannschaft der Rissho University Shonan High School. Seinen ersten Vertrag unterschrieb er 2003 bei Avispa Fukuoka. Der Verein aus Fukuoka spielte in der zweithöchsten Liga des Landes, der J2 League. 2005 wurde er mit dem Verein Vizemeister der zweiten Liga und stieg in die erste Liga auf. Am Ende der Saison 2006 stieg der Verein wieder in die zweite Liga ab. Am Ende 2010 stieg der Verein wieder in die erste Liga auf. Nach einer Saison musste er mit dem Verein wieder den Weg in die zweite Liga antregen. Am Ende der Saison 2015 stieg der Verein in die erste Liga auf. Am Ende der Saison 2016 stieg der Verein wieder in die zweite Liga ab. Für den Verein absolvierte er 242 Ligaspiele. 2019 wechselte er zum Viertligisten ReinMeer Aomori FC. Für den Verein aus Aomori absolvierte er 13 Ligaspiele. Am 1. Februar 2021 beendete er seine Karriere als Fußballspieler.